# Ween
Ween este o trupă americană de rock din New Hope, Pennsylvania, formată în 1984 de Aaron Freeman și  Mickey Melchiondo, cunoscuți mai des sub numele lor de scenă, Gene și Dean Ween. 
Ween au lansat independent mai multe albume sub formă de casete începând cu formarea lor până în 1989. După lansarea acestora , au lansat trei albume lo-fi distribuite oficial: GodWeenSatan: The Oneness (1990); The Pod (1991); și Pure Guava (1992). Pentru Pure Guava, trupa a semnat cu o casă majoră, Elektra Records . Albumul a dat naștere single-ului „ Push th’ Little Daisies ”, care a fost un hit în topurile din Australia și Statele Unite. Sub deținerea companiei Elektra, trupa a lansat patru albume înregistrate profesional: Chocolate and Cheese (1994); 12 Golden Country Greats (1996); The Mollusk (1997); și White Pepper (2000). Ulterior, au revenit la casele independente pentru albumele Quebec (2003) și La Cucaracha (2007). După o perioadă de activitate de 28 de ani, Freeman a părăsit trupa în 2012, datorită nevoii de a se concentra pe problemele sale legate de dependența sa de alcool și droguri. Ween s-a reformat la sfârșitul anului 2015 și au făcut turnee extinse, fără planuri declarate de a lansa noi materiale înregistrate.  
În primii zece ani de activitate, Ween au cântat live ca un duo susținut de o casetă audio digitală. Odată cu lansarea albumului Chocolate and Cheese, au extins trupa la un act format din patru piese, adăugând ulterior și un al cincilea membru. Membrii lor live îi includ pe Claude Coleman Jr., Dave Dreiwitz și Glenn McClelland . De asemenea, Ween au colaborat deseori cu Andrew Weiss, care s-a alăturat trupei ca basist în 1989 și a produs, de asemenea, cinci dintre cele nouă albume de studio ale lor. În ciuda faptului că nu au primit niciodată multă aclamare , Ween au reușit să-și formeze o comunitate de fani implicată, primind aprecierea criticilor. 

## Stil și influențe
Ween sunt cunoscuți pentru abordarea lor muzicală extinsă, care preia influența multor genuri de muzică. Acest stil a fost numit rock alternativ    și rock experimental  de critici și jurnaliști. Melchiondo a spus „Fiecare dintre noi avea lucruri diferite în colecțiile noastre de discuri pe care celălalt nu le avea. Tatăl lui Aaron avea o mulțime de discuri psihedelice, eu eram profund pasionat de punk-rock și împărtășeam unul altuia muzica. ."  Freeman a remarcat în 2011: „Cred că, atunci când s-a format Ween, îmi plăcea chestia cu sintetizatorul New Wave de la mijlocul anilor ’80 și lui Mickey îi plăcea mai mult chestia cu punk rock”. 

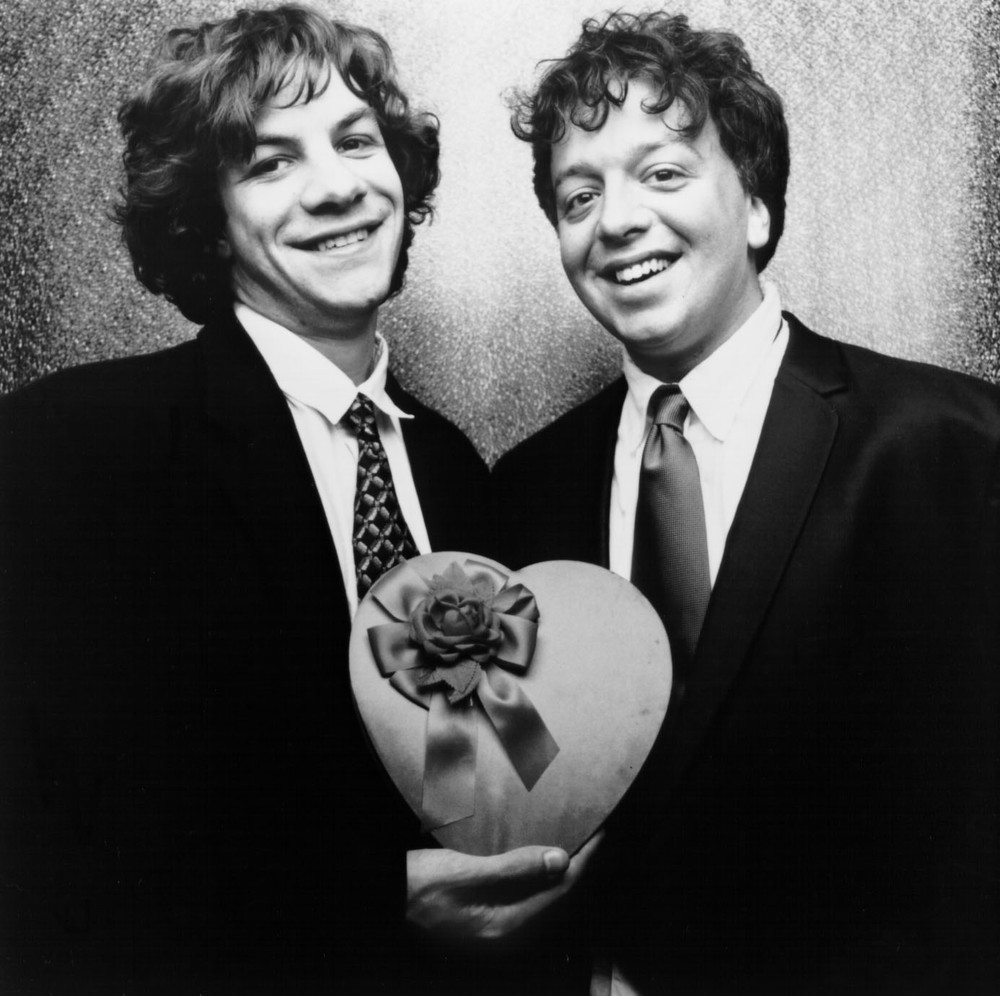
Membrii fondatiori (de la stânga la dreapta) Mickey Melchiondo (Dean Ween) și Aaron Freeman (Gene Ween), fotografie făcută în 1997

Atât Freeman, cât și Melchiondo au declarat de mai multe ori că una dintre cele mai mari influențe ale trupei a fost Prince.Piesa de pe primul lor album lansat oficial, GodWeenSatan „LMLYP” împrumută versuri din două melodii Prince, „ Alphabet St. ” și „Shockadelica”. În plus, în rare ocazii, Ween au integrat piesa „Kiss” al lui Prince, plasând-o în mijlocul piesei „Voodoo Lady” în timpul spectacolelor live. Alte melodii de la Prince interpretate în concert de Ween includ „ 1999 ”, „Housequake” și „ Purple Rain ”.  În 2012, Melchiondo a remarcat pe site-ul său că „fără niciun dubiu, cel mai grozav chitarist în viață este Prince Rogers Nelson. Prince face atât de multe lucruri bine, încât este ușor să uiți că el este și un shredder de clasă mondială”. 
Alte influențe declarate includ The Beatles,  Parliament-Funkadelic,  The Butthole Surfers,  Pink Floyd,  The Dead Kennedys,  Laurie Anderson,  The Allman Brothers Band,  James Brown,  Devo,  The Residents and Earth, Wind and Fire .  În concert, Ween au interpretat frecvent piese de David Bowie, Led Zeppelin, Grateful Dead, Neil Young, Motörhead, Van Halen, The Doors, Frank Sinatra și Billy Joel . 
Datorită varietății mari de stiluri și versuri umoristice ale lui Ween, aceștia au fost adesea comparați cu Frank Zappa . Ambii membri au negat influența lui Zappa, iar într-un interviu din 2011, Freeman a declarat că, deși a fost influențat de The Mothers of Invention, nu a fost niciodată un fan al lucrării post-Mothers a lui Zappa.  Melchiondo spune că nu este un fan al lui Zappa, deoarece interpretarea lui Zappa asupra diferitelor genuri de muzică pare sarcastică și nesinceră.  Freeman a interpretat melodia Zappa din era Mothers „ What’s the Ugliest Part of Your Body? ” la Festivalul Frank Zappa Day din Baltimore în septembrie 2011. 

### Începuturi
Aaron Freeman și Mickey Melchiondo s-au întâlnit în liceu, în orele de dactilografie în 1984. Freeman a spus: „Nu ne plăcea unul de altul. El era sportiv, iar eu eram mai mult tipul care purta palton. Dar eram colegi de bancă, și am descoperit că amândurora ne plăcea muzica”. Numele „Ween” a fost inventat de cei doi ca o combinație a cuvintelor „wuss” (fraier) și „penis”. Primele melodii pe care le-au înregistrat erau alimentate de droguri și pline de spirit liber; Melchiondo a mărturisit mai târziu că, în această eră, „muzica era făcută pentru a fi neplăcută”.
De la 1984 până în 1994, interpretările live ale trupei Ween erau alcătuite din Freeman ca vocalist principal și, ocazional, chitarist ritmic, Melchiondo drept chitarist principal și vocalist secundar. Au lansat singuri 6 casete la sfârșitul anilor '80: "Mrs. Slack" (1985), "The Crucial Squeegie Lip" (1986), "Axis: Bold as Boognish" (1987), "Erica Peterson's Flaming Crib Death" (1987), "The Live Brain Wedgie/WAD" (1988) și "Prime 5" (1989). În 1987, Freeman a lansat și propria lui casetă „Synthetic Socks”, unele melodii fiind înregistrate împreună cu Melchiondo. Debutul public al trupei a fost la spectacolul de talente al liceului New Hope-Solebury în 1986, unde au cântat un cover al melodiei „Purple Haze” de Jimi Hendrix, împreună cu Chris Williams (Mean Ween) ca basist și Karl Weimer ca toboșar. Deși în această eră cântau în principal doar Freeman și Melchiondo și DAT-ul, au cântat ca „The Ween”, împreună cu Andrew Weiss și Sim Cain, membrii ai trupei Rollins Band.
Până în 1988, Ween deja deveniseră fideli localelor „John and Peter’s” în New Hope și „City Gardens” în Trenton, New Jersey, și au deschis concerte pentru They Might Be Giants, Gwar, Butthole Surfers și Henry Rollins. După un concert din februarie 1990 la City Gardens, care a fost neapreciat de către audiență, Rollins a intrat pe scenă și a avertizat audiența să „înceapă să îi placă acum”, pentru că într-o zi “vă veți pune pe genunchii voștri murdari și vă veți târî spre altarul care este Ween”.

### Era lo-fi (1990-1993)
Dave Ayers, care lucra la A&R pentru casa de discuri Twin/Tone din Minneapolis, a mers la un concert live al trupei de rock alternativ Skunk la sfârșitul anilor 80, vrând să îi semneze casei de discuri. Ween, prieteni cu membrii trupei Skunk au deschis concertul trupei. Ween s-au alăturat casei de discuri Twin/Tone în noaptea aceea și Ayers a devenit managerul lor. Trupa Skunk s-a despărțit, iar bateristul lor a cântat cu trupa Ween in 1992, alăturându-se în final trupei în 1994.
- Ween au lansat în cei 28 de ani de activitate 10 albume de studio.
  - Albume de studio
    - GodWeenSatan: The Oneness (1990)
    - The Pod (1991)
    - Pure Guava (1992)
    - Chocolate and Cheese (1994)
    - 12 Golden Country Greats (1996)
    - The Mollusk (1997)
    - White Pepper (200
    - Quebec (2003)
    - Shinola (Vol. 1) (2005)
    - La Cucaracha (2007)